# 赵凤桐
赵凤桐（1954年12月—），男，汉族，辽宁辽阳人，中华人民共和国政治人物。大学普通班毕业，工学硕士，高级经济师。

## 生平
1973年2月参加工作。毕业于吉林工业大学电子工程系工业企业电气自动化专业。1974年10月，加入中国共产党。历任北京工业学院化工系办公室副主任、系副主任、党总支副书记，北京市新技术产业开发试验区办公室副主任、试验区工委副书记、办公室常务副主任、试验区工委书记，海淀区委常委、北京实创高科技发展总公司党委书记、总经理，平谷县委书记，市新技术产业开发试验区管委会主任，中关村管委会主任，昌平县委副书记、副县长、代县长，昌平区委副书记、区长、区委书记。
2006年3月，升任北京市副市长。市政府党组成员，市委政法委副书记。2008年12月，获任中共北京市委常委，兼任教育工委书记、海淀区委书记、中关村管委会党组书记。2012年7月，出任北京市委秘书长。2013年8月，兼任北京市委政法委书记。2014年7月至2017年7月任国土资源部党组成员、中央纪委驻国土资源部纪检组组长职务。2018年3月退休。
退休后，赵凤桐分别以中央第二巡视组组长、中央第四巡视组组长身份参加巡视。